# Vì nhân dân quên mình
Vì nhân dân quên mình là một hành khúc do nhạc sĩ, Trung tá Quân đội nhân dân Việt Nam Doãn Quang Khải sáng tác vào tháng 5 năm 1951 có nội dung ca ngợi quan hệ gắn bó giữa quân đội với nhân dân và sự tin yêu của nhân dân với quân đội. Bài hát được giải thưởng của Hội văn nghệ Việt Nam. Đây là bài hát truyền thống của Quân đội nhân dân Việt Nam, được sử dụng làm nhạc hiệu cho các chương trình phát thanh quân đội nhân dân và truyền hình quân đội nhân dân.

## Sáng tác
Nhạc sĩ Doãn Quang Khải (1925–2007), từng học tại Trường Sĩ quan lục quân. Khi đó, ông giữ chức tiểu đội trưởng, từng vượt qua các chiến trường Lào, Bình Trị Thiên. Năm 1951, ông tham gia một cuộc thi sáng tác văn nghệ do trường phát động. Đọc báo của quân đội, ông chú ý khẩu hiệu ở trang nhất "Vì nhân dân phục vụ". Hình ảnh ông cùng đồng đội trong đoàn quân Tây Tiến vượt rừng vượt núi, phải trải qua sự đói khát, sốt rét rừng khiến cho nhiều người đã qua đời đã làm nên hình tượng để ông sáng tác. Ngay đêm hôm đó, với chiếc kèn Harmonica và chỉ với ba giờ đồng hồ, ông sáng tác xong ca khúc. Ngày hôm sau, dưới sự hướng dẫn của nhạc sĩ, toàn thể học viên đã hát bài này trước trường, sau đó bài hát được đăng lên báo tường. Cũng trong lần tới thăm trường, nhạc sĩ Nguyễn Xuân Khoát phát hiện ca khúc, mang về chỉnh sửa, hoàn thiện để phổ biến trong toàn quân. Bài hát đoạt giải Nhì  trong cuộc thi Văn học - Nghệ thuật toàn quốc khoảng năm 1952 và 1953.
Vào thời điểm bài hát ra đời, bộ đội chủ lực của Việt Nam mang tên Vệ quốc quân đã được đổi thành Quân đội nhân dân, là một sự kiện quan trọng của chính trị và lịch sử Việt Nam, trở thành nguồn cảm hứng của Doãn Quang Khải với ý định viết một bài hát về Quân đội nhân dân để dăng lên báo tường để đồng đội cùng hát.
Bài hát được viết ở nhịp 2
4, giọng Đô trưởng cùng tốc độ vừa phải, mô phỏng "theo bước đi hùng tráng". Ca khúc này là một sáng tác tiêu biểu của ngôn ngữ âm nhạc hệ 7 cung trưởng – thứ. Trong những ca khúc viết về người chiến sĩ Việt Nam sau năm 1945, đây là lận đầu tiên mà từ tiêu đề đến nội dung ca từ, một bài hát đã thể hiện được nội dung truyền đạt là phẩm chất, ý chí và mục tiêu chiến đấu của chiến sĩ Việt Nam cùng mối quan hệ gắn bó với nhân dân Việt Nam. Bài hát này còn mang lại một vai trò lịch sử khác khi tuy là hình mẫu tiếp theo của phương thức sáng tác nghiệp dư đã có ở quốc gia này trong giai đoạn trước năm 1945 nhưng lại là sự mở đầu cho phong trào tự biên tự diễn trong phong trào văn nghệ quần chúng tại Việt Nam thời điểm này.

## Sử dụng và vinh danh
Dù báo Quân đội Nhân dân khẳng định ông có sáng tác thêm một số ca khúc sau này nhưng báo Hànộimới và VOV đều cho biết suốt cuộc đời binh nghiệp, Doãn Quang Khải chỉ có duy nhất "Vì nhân dân quên mình", cũng là ca khúc được chọn làm bài hát truyền thống của quân đội Nhân dân Việt Nam. Bài hát còn được sử dụng làm nhạc hiệu của Chương trình phát thanh và Chương trình truyền hình Quân đội nhân dân. Tên ông và bài hát này được ghi danh trong cuốn "Từ điển Bách khoa Quân sự Việt Nam". Tuy vậy, sau khi ca khúc này được phổ biến trên báo chí và liên tiếp nhận được các giải thưởng, sau này chính Doãn Quang Khải mới được biết. Một chương trình giao lưu nghệ thuật nhân kỉ niệm 70 năm Ngày toàn quốc kháng chiến được tổ chức tại Trường Quân sự Quân khu 7, Thành phố Hồ Chí Minh vào tối ngày 19 tháng 12 năm 2016 cũng đã lấy tên bài hát làm nhan đề cho chương trình.